# Hyllisia sumatrana
Hyllisia sumatrana là một loài bọ cánh cứng trong họ Cerambycidae.